# 布魯明黛
布魯明黛（英語：Bloomingdale's）或譯布魯明戴爾，是一家高檔連鎖百貨公司，是梅西公司的子公司。該公司由約瑟夫和萊曼·G·布魯明黛在1861年成立於曼哈頓下東城。該公司主要業務在美國本地，唯一的海外分店設在迪拜，以與薩克斯第五大道競爭。